# Mufti

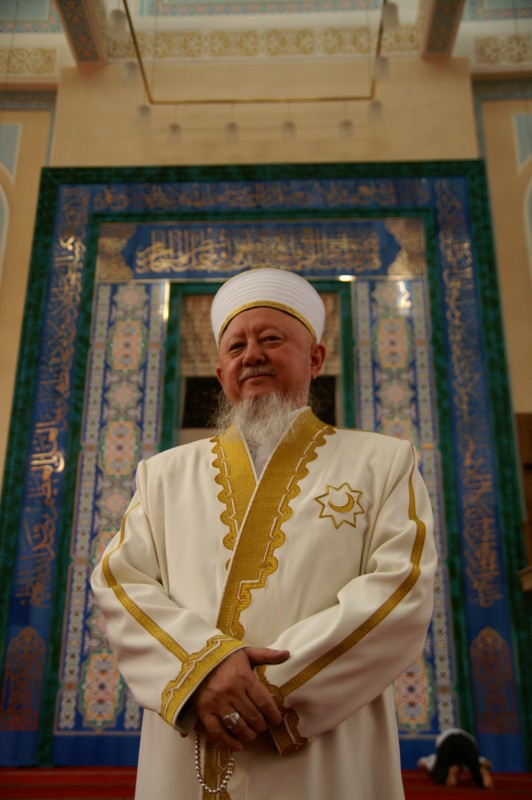
Le cheikh Äbsattar Derbissäli, grand mufti du Kazakhstan, dans la Grande Mosquée d'Astana.

Un mufti, moufti ou muphti (en arabe : مفتي), est un religieux musulman sunnite qui est un interprète de la loi musulmane ; il a l'autorité d'émettre des avis juridiques, appelés « fatwas ». Il est connaisseur de la religion musulmane et peut être consulté par des particuliers, comme par les organes officiels des oulémas, afin de connaître la position exacte à adopter sur des questions d'ordre culturel, juridique ou politique, afin d'être en conformité avec la religion musulmane.
Dans les pays ayant un système de muftis, notamment ceux de l'ancien Empire ottoman, le pouvoir nomme un grand mufti, qui est la plus haute autorité religieuse du pays.
Le mufti doit en général passer devant un comité d'oulémas, afin que ceux-ci puissent déterminer si celui-ci remplit les conditions suivantes :
1. Maîtriser les principes de la jurisprudence (fiqh) ;
2. Maîtriser la science du hadith ;
3. Maîtriser les objectifs de la charia (Maqasid ach-Chari`a) ;
4. Maîtriser les maximes légales ;
5. Maîtriser l'étude des religions comparatives ;
6. Maîtriser les fondements des sciences sociales ;
7. Maîtriser la langue arabe ;
8. Avoir une connaissance suffisante des réalités sociales[1].

Pour les chiites, l'équivalent du mufti est un mollah.

## Les grands muftis de l'Empire Ottoman
Dans chaque État issu de l'ancien Empire ottoman, le pouvoir nomme un Grand mufti qui est la plus haute autorité religieuse du pays.
Le mufti devait en général passer devant un comité d'oulémas afin d'évaluer sa maîtrise des sciences islamiques

## AuXIXesiècledans les territoires colonisés par la France
Au XIXe siècle au début de la colonisation par la France, Charles Richard (ex-Capitaine Commandant du Génie), décrit ainsi l'institution : 
«  Dans les tribus, il y aurait des kadis et des muphtis ; les seconds seraient les aides des premiers et leurs suppléants au besoin. Au centre du cercle serait un medjeles composés des kadis les plus importants.... On appellerait devant lui des affaires portées devant les kadis et il jugerait en dernier ressort.  »

## Les muftis aujourd'hui
Aujourd’hui encore dans la plupart des anciens territoires de l'Empire ottoman (de la Tunisie à Oman) mais également dans certains pays d'Asie centrale, il existe un mufti qui exerce le rôle de plus haute autorité religieuse.
Par conséquent, il n'y a pas toujours de mufti aujourd'hui dans les pays n'ayant jamais été sous contrôle ou influence ottomane (comme le Maroc ou l'Indonésie).
Par ailleurs, les pays ayant un système de muftis désignent également un Grand Mufti à leur tête.
L'élection du Grand Mufti diffère selon les pays, il peut être désigné comme en Arabie saoudite (désigné par le roi) ou élu comme en Égypte par le conseil des grands oulémas de la mosquée Al-Azhar. 

## Liste de muftis
- Ahmed Ibn Muhammad Amin Kuftaro, grand mufti de Syrie
- Abdelaziz ben Abdallah Al ach-Cheikh, actuel grand mufti d'Arabie saoudite
- Abd al-Aziz ibn Abd Allah ibn Baaz, ancien grand mufti d'Arabie saoudite
- Nazim Haqqani, grand mufti de Chypre
- Ahmed al Haddad (en), actuel mufti de Dubaï
- Mohammed Tantaoui, mufti officiel d'Égypte de 1986 à 1996, mort le 10 mars 2010
- Ali Gomaa (en), mufti d'Égypte de 2003 à 2013
- Shawki Allam, grand mufti d'Égypte depuis 2013
- Mohammed Amin al-Husseini, grand mufti de Jérusalem durant la Seconde Guerre mondiale
- Muhammad Ahmad Hussein (en), grand mufti de Jérusalem après Ekrima Sa'id Sabri
- Äbsattar Derbissäli, grand mufti du Kazakhstan de 2000 à 2013
- Mohammed Rashid Qabbani (en), actuel grand mufti du Liban
- Docteur Cheikh Malek Al Chaar, actuel mufti de Tripoli et du Nord du Liban
- Ibrâhîm Sâlih Al Husaynî, actuel grand mufti du Nigéria
- Ahmed bin Mohammed al-Khalili (en), actuel grand mufti du Sultanat d'Oman
- Ismail Menk, mufti de Zimbabwe.
- Sarfraz Ahmed Naeemi, ancien mufti pakistanais mort le 12 juin 2009
- Rawil Gaynetdin (en), actuel grand mufti de Russie
- Ahmad Badreddine Hassoun, actuel grand mufti de la Syrie
- Sidi Brahim Riahi, grand mufti de Tunisie pendant l'autorité beylicale
- Othman Battikh, mufti de Tunisie de 2016 à 2022
- Hichem Ben Mahmoud, mufti de Tunisie actuel
- Hamda Saïed, mufti de Tunisie de 2013 à 2016
- Akhmad Kadyrov